# Pikonema alaskensis
Espèce
Pikonema alaskensis, ou tenthrède à tête jaune de l'épinette, est une espèce d'insectes de la famille des Tenthredinidae. 
La larve de cette tenthrède est un insecte ravageur, défoliateur.